# Nekropole von Moseddu
Koordinaten: 40° 29′ 7,3″ N, 8° 43′ 50,8″ O
Die Nekropole von Moseddu liegt bei dem kleinen Ort Cheremule, südlich von Thiesi in der Metropolitanstadt Sassari auf Sardinien. Die 18 endneolithisch (3500–2700 v. Chr.) entstandenen, teilweise mehrkammerigen Domus de Janas der Nekropole wurden bis in römische Zeit nachgenutzt und sind teilweise (zu unbestimmter Zeit) reich mit Petroglyphen dekoriert worden. Eine Anlage des Komplexes liegt westlich, etwas isoliert auf der „Mesu s’Ena“. 

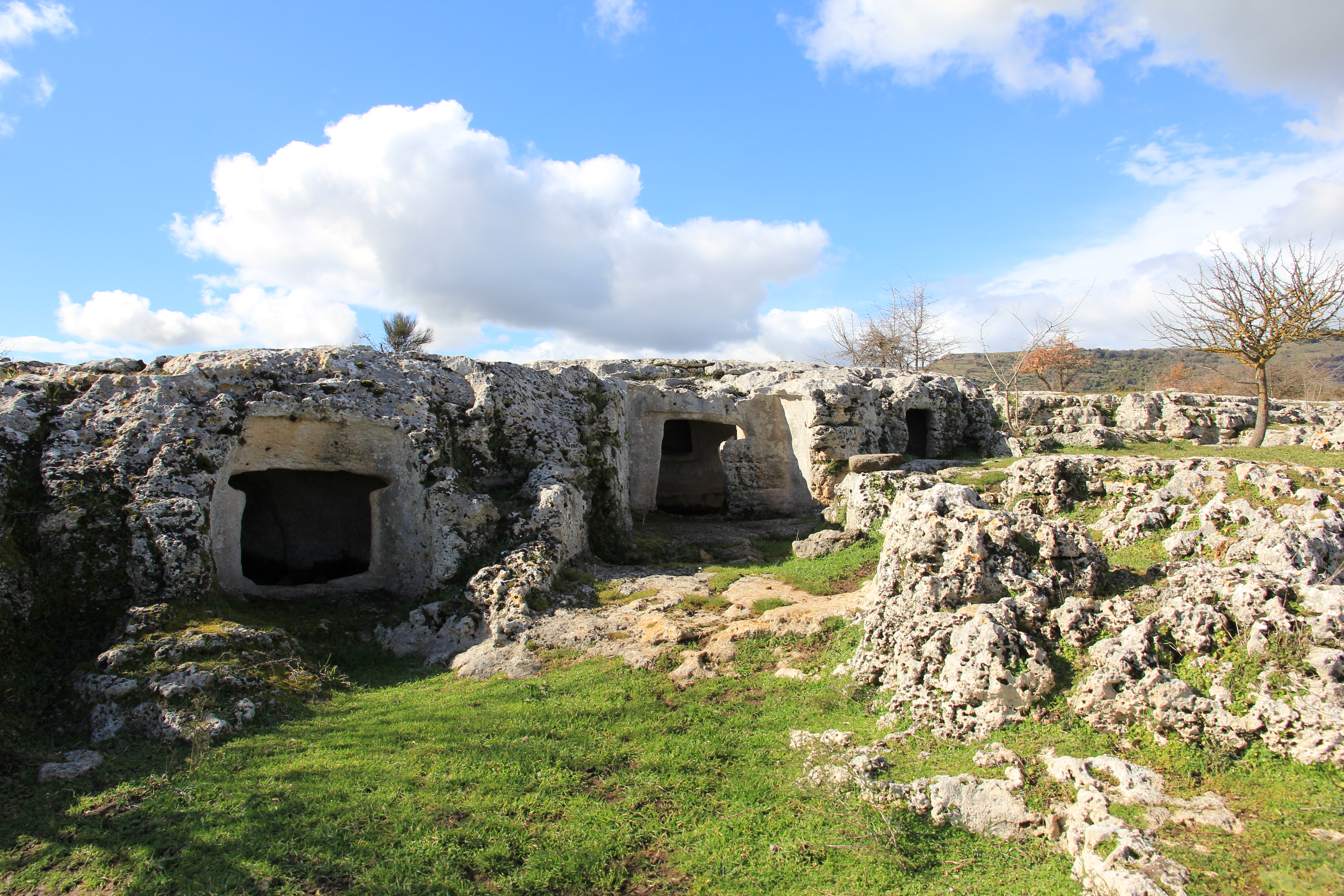
Nekropole von Moseddu

Die herausragenden Anlagen sind die „Tomba della Cava“ und die „Tomba Branca“. In ihr sind die Wände mit Gruppen adorierender (betender oder segnender) anthropomorpher Figuren verziert. Ähnliche Felszeichnungen sind aus der Grotto Bue Marino bei Cala Gonone aus den Domus de Janas von Sas Concas bei Oniferi Provinz Nuoro aber auch von der Iberischen Halbinsel von Korsika und vom Val Camonica in der Lombardei bekannt. 
Die Nekropole wurde in den 1940er Jahren von dem Archäologen Antonio Taramelli untersucht und chronologisch in der Ozieri-Kultur der späten Jungsteinzeit (3200–2800 v. Chr.) platziert.
In der Nähe liegt die Höhle A Nùrighe. 